# نوس‌نوس
نوس‌نوس (به ترکی آذربایجانی: Nüsnüs) یک منطقهٔ مسکونی در جمهوری آذربایجان است که در شهرستان اردوباد واقع شده است. نوس‌نوس ۱٬۹۰۵ نفر جمعیت دارد.